# 티라민
티라민(영어: tyramine)은 세균에 의해 티로신으로부터 생성되거나 두족강에서 분비되는 물질로 알려져 있으며 다양한 식물에서도 발견된다. 티라민이 산화될 때 다양한 화학 반응을 통해 생성 가능하다. 티라민은 산화효소에 의해 산화되며 다양한 산화물질을 생성할 수 있고, 이 과정에서 과산화수소가 생성될 수 있다.

## 티라민 분해 저해 효소
모클로베마이드, 셀레질린, 이소니아자이드 등은 티라민 분해 저해 효소로 알려져 있다.

## 같이 보기
- CYP2D6

## 참고 문헌
- 의약품안전나라 – 약과 음식 상호작용을 방지하기 위한 가이드
- 헬스조선 뉴스 – 발효 식품을 많이 먹으면 안되는 사람